# Głodowo (Borzyszkowy)
Głodowo (dodatkowa nazwa w j. kaszub. Głodowò) – część wsi Borzyszkowy w Polsce, położona w województwie pomorskim, w powiecie bytowskim, w gminie Lipnica, na Pojezierzu Bytowskim w regionie Kaszub zwanym Gochami.
W latach 1975–1998 Głodowo administracyjnie należało do województwa słupskiego.